# San Antonio de Flores (El Paraíso)
San Antonio de Flores est une municipalité du Honduras, située dans le département de El Paraíso. Elle est fondée en 1877. La municipalité de San Antonio de Flores comprend 9 villages et 69 hameaux.

## Crédit d'auteurs
- (en) Cet article est partiellement ou en totalité issu de l’article de Wikipédia en anglais intitulé « San Antonio de Flores, El Paraíso » (voir la liste des auteurs).